# Johann Friedel (Generalmajor)
Johann Ritter von Friedel (* 6. Jänner 1816 in Sanok, Galizien; † 18. September 1898 in Wien) war ein österreichisch-ungarischer Generalmajor.

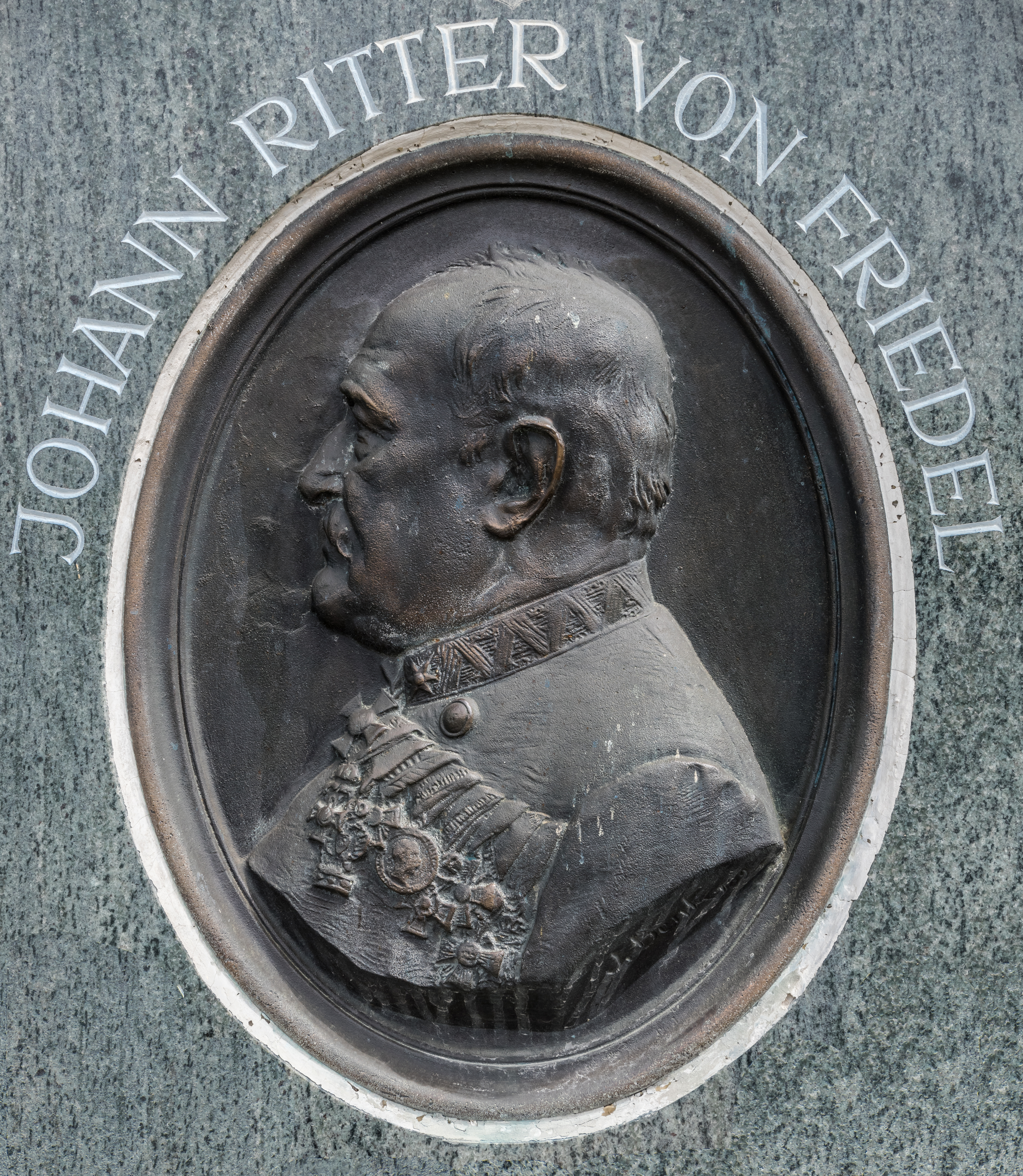
Denkmal für Johann Ritter von Friedel am Friedelstrand in Klagenfurt am Wörther See

## Leben
Johann Friedel wurde als Sohn des Feldwebels Johann Friedel geboren. Nach dem Besuch der Regimentsschule trat Friedel seinen Dienst in den unteren Chargen des Kärntner Infanterieregiment Nr. 7 an. Dort wurde er Offizier und war ab 1849 im Adjutantenkorps. 1858 war er Major der Militärkanzlei und 1859 am Italienfeldzug beteiligt.
Am 25. Juni 1862 wurde er in den Österreichischen Ritterstand als Ritter des Ordens des Eisernen Krone III. Klasse erhoben. Auf seinem Wappen sind drei silbernen Sternen und ein Turm, der auf einem Feld steht, abgebildet. Die Helmzier bildet ein Lindwurm, ähnlich dem Wappen der Stadt Klagenfurt.
Friedel wurde im Jahr 1879 Oberst. Später war er Schriftführer im Hofbaukomitee. Eine seiner Aufgaben war die Aufsicht über hofärarische Bauten. Mit Eintritt in den Ruhestand wurde er zum 1. März 1892 zum Generalmajor ernannt. Von 1869 bis 1982 war er dem k.u.k. Obersthofmeisteramt zugeteilt.
Da sich Friedel für die Interessen von Klagenfurt einsetzte, wurde er 1858 zum Ehrenbürger ernannt. Nach ihm sind die Friedelhöhe, der Friedelstrand und die Friedelstraße benannt.
Friedel war römisch-katholisch und heiratete am 17. April 1855 die verwitwete Marie Glanché, geborene Seifert. Das Ehepaar hatte drei Töchter und einen Sohn.